# Булатов Рустем Баянович
Русте́м Бая́нович Була́тов (башк. Рөстәм Баян улы Булатов, рос. Булатов Рустем Баянович; псевдонім — Тем (рос. «Тэм»); нар. 26 липня 1980, Уфа, СРСР) — російський співак, вокаліст, (з 1997 року) і автор пісень рок-гурту «Lumen».

## Біографія
У Рустема вища незакінчена юридична освіта. Навчання кинув на 5-ому курсі. Під час навчання брав участь у кількох справах, після чого зрозумів, що ця професія не для нього і остаточно вирішив зайнятись лише музикою.